# Samuel Miklos Stern
Samuel Miklos Stern (Tab, 22 novembre 1920 – 29 ottobre 1969) è stato un orientalista ungherese, che in seguito prese la cittadinanza israeliana e britannica.

## Biografia
L'ungherese Samuel Miklos Stern iniziò i propri studi nell'Università ebraica di Gerusalemme nel 1939, sotto la guida dei professori D. H. Baneth e Shlomo Dov Goitein, interrotti a causa del servizio militare che egli prestò nell'esercito britannico come traduttore di guerra a Baghdad e Port Sudan.
Nel 1947 concluse i suoi studi e si trasferì a Oxford, sotto la supervisione scientifica di Sir Hamilton Alexander Rosskeen Gibb. Si laureò nella città inglese nel 1951. 
Lavorò poi come segretario della Encyclopaedia of Islam fino al 1956, prima di diventare cattedratico a Oxford e operare in altre università, tra cui Filadelfia e Gerusalemme.
Scoprì le prime kharja mozarabe che furono pubblicate nel suo noto articolo "Les vers finaux en espagnol dans les muwasshas hispano-hébraiques: Une contribution à l'histoire du muwassahas et à l'etude du vieux dialecte espagnol 'mozarabe'" che sono collocate storicamente agli inizi della lirica spagnola e romanza, nella prima metà dell'XI secolo, e talvolta anche prima. In questo articolo egli dette alle stampe le prime ventiquattro kharja; spianando la strada al successivo ampliamento del lavoro realizzato per merito dell'arabista spagnolo Emilio García Gómez e di altri studiosi, che ha portato al completamento di circa sessanta kharja.
Sebbene Stern e altri studiosi abbiano esaminato e interpretato le kharja come resti di una lirica proto-romanza, vi sono ricercatori che discutono sulla legittimità d'una simile conclusione, considerando le kharja come versi arabi o ebraici (senza alcun elemento di dialetto romanzo della Penisola iberica). Le ragioni per cui permane questa insicurezza dipendono dal fatto che le kharja sono scritte in arabo o ebraico, che si conservano in manoscritti in arabo o ebraico.

## Opere
- Hispano-Arabic strophic poetry studies by Samuel Miklos Stern. Selected and edited by L. P. Harvey. Oxford, Clarendon Press, 1974.
- Studies in early Ismailism, Jerusalem, Magnes Press, Hebrew University, 1983.